# تتسفیلد
تتسفیلد (به انگلیسی: Tatsfield) یک روستا و محله مدنی در بریتانیا است که در تندریج واقع شده‌است. تتسفیلد ۱۳٫۳۶ کیلومتر مربع مساحت و ۱٬۸۶۳ نفر جمعیت دارد.